# Polyplectropus beutelspacheri
Polyplectropus beutelspacheri is een schietmot uit de
familie Polycentropodidae. De soort komt voor in het Neotropisch gebied.